# Burgundiai-csatorna
A Burgundiai-csatorna (franciául Canal de Bourgogne) északnyugat-délkelet irányú vízi út Franciaországban, Burgundia-Franche-Comté régióban.
Az Yonne-t és a Saône-t köti össze és azokon át a Szajna (északon) és a Rhône (délen) vízgyűjtő területe között teremt összeköttetést. A teljes hosszában 1833 elején megnyitott hajózócsatorna napjainkban már inkább csak a pihenést és az idegenforgalmat szolgálja.
A csatorna menti legnagyobb város Dijon, megyeszékhely (prefektúra).

## Ismertetése

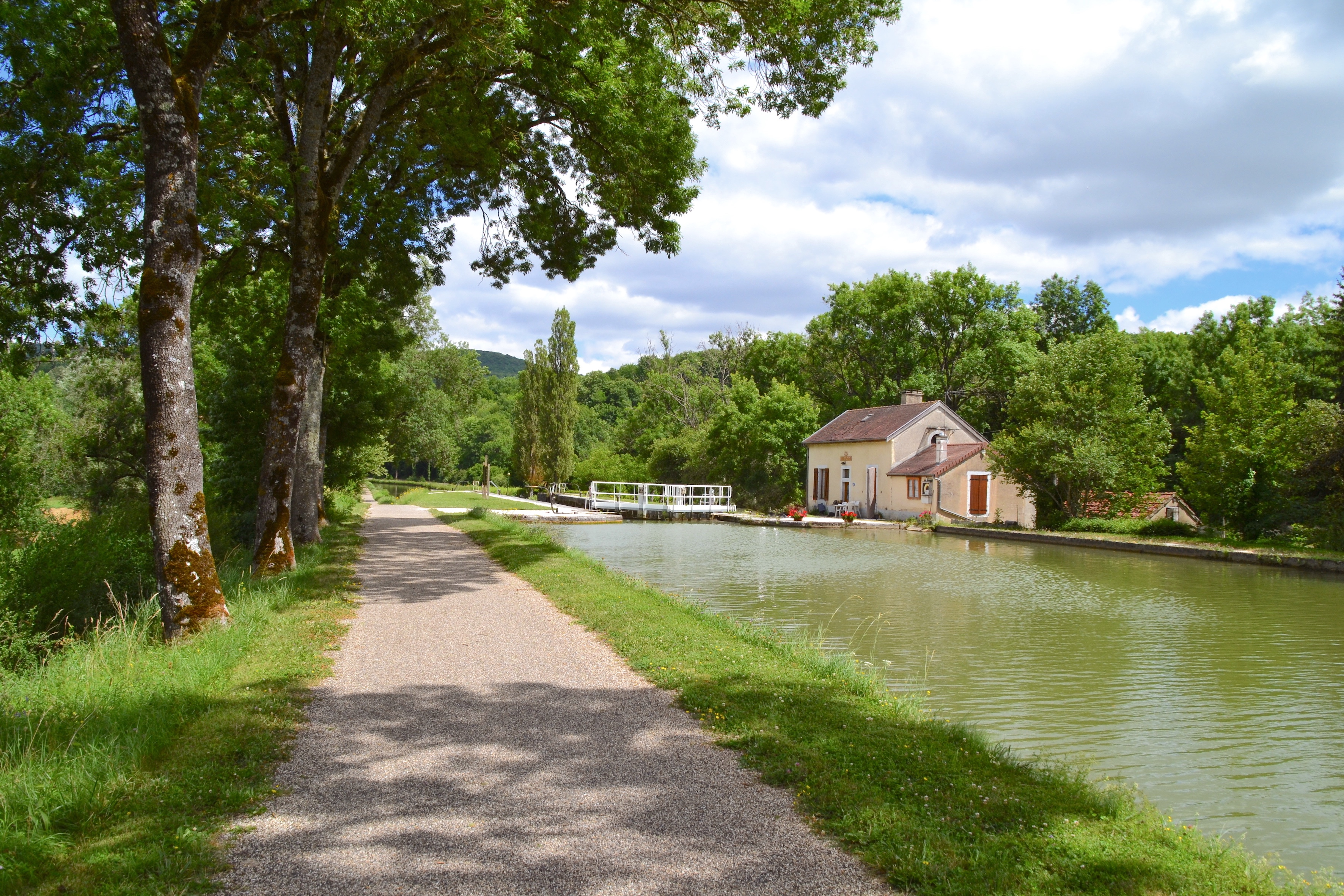
Zsilipház, Pont-d'Ouche

A 242 kilométer hosszú csatorna sík és enyhén dombos tájakon, Yonne (155 km) és Côte-d’Or megyén (87 km) vezet keresztül. Északnyugaton Migennes városnál csatlakozik az Yonne-hoz, délkeleti végén pedig Saint-Jean-de-Losne-nál a Saône-hoz. Legmagasabb pontja Pouilly-en-Auxois-nál van (378 m tengerszint feletti magasságban), ahol egy 3,3 kilométer hosszú alagúton vezet át a Szajna és a Rhône közötti vízválasztón. 
Nyomvonala délen, az Ouche völgyében előbb északnyugatra, majd délnyugatra tart; Pont-d'Ouche falunál ismét északnyugatra fordul, elhagyja az Ouche-t és mellékfolyója, a Vandenesse mentén halad. Tovább végig az Armançon mentén, illetve egy szakaszon mellékfolyója, a Brenne mentén vezet a torkolatig, Migennes-ig.
A vízi út története során állandó gondot jelentett a vízpótlás megoldása. Egy 1911-ben készült tanulmány a vízellátás szempontjából három szakaszt különböztet meg:
1. Az Armançonnal párhuzamos északi szakaszt (az Yonne-tól kezdődő 94 km), melyet a folyóból és a Pont-et-Massène-i víztározóból táplálnak.
2. A Pouilly-ig tartó középső szakaszt (64 km), melynek táplálásához a közeli patakok vize kevés, ezért jelentős szerepük van a vízválasztó környékén lévő víztározóknak.
3. A déli, Saône felőli szakasz, melyet az Ouche-ból kiemelt vizek táplálnak.

### Építmények, műtárgyak

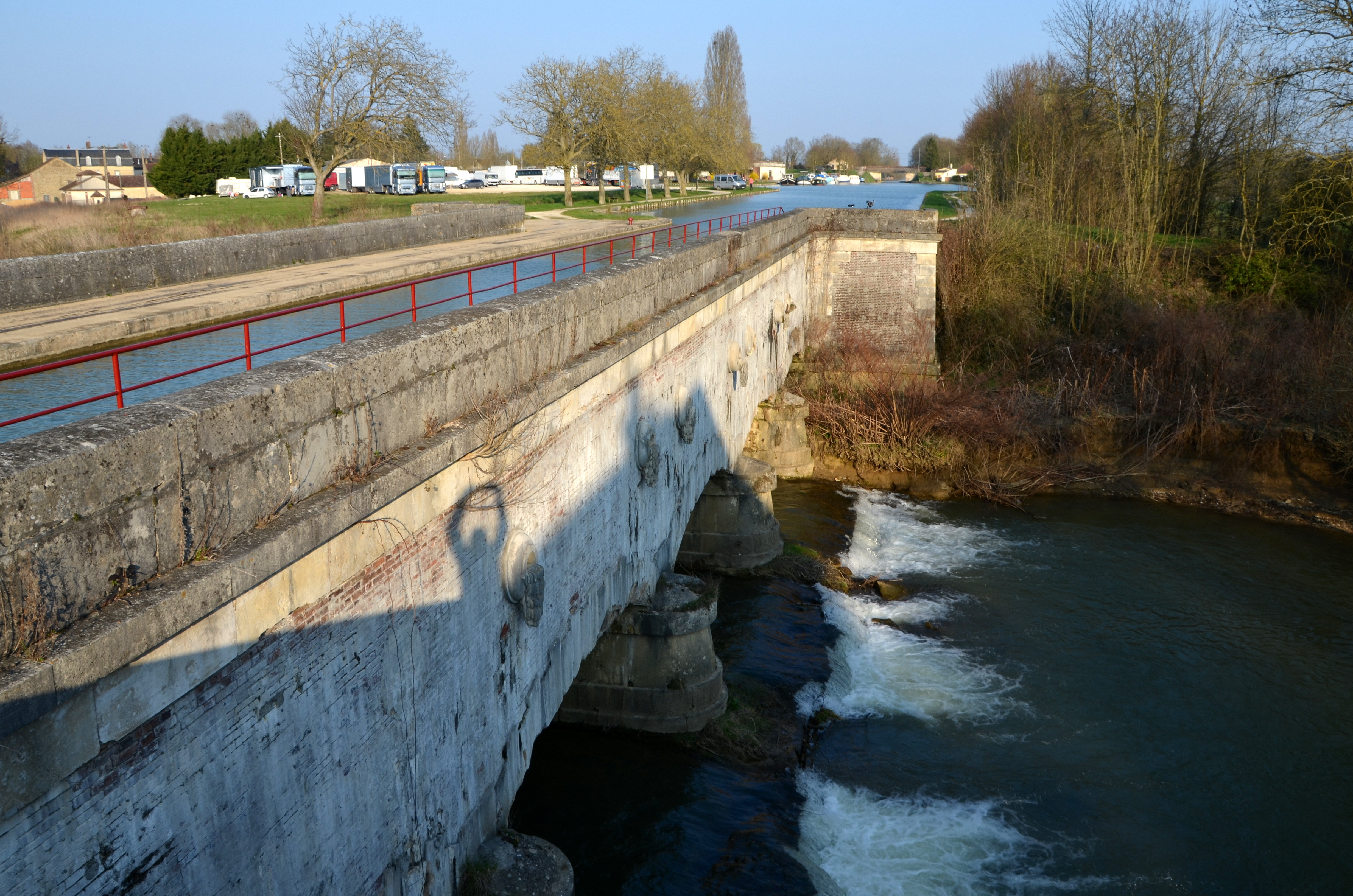
A csatorna az Armance folyó feletti hídon vezet át

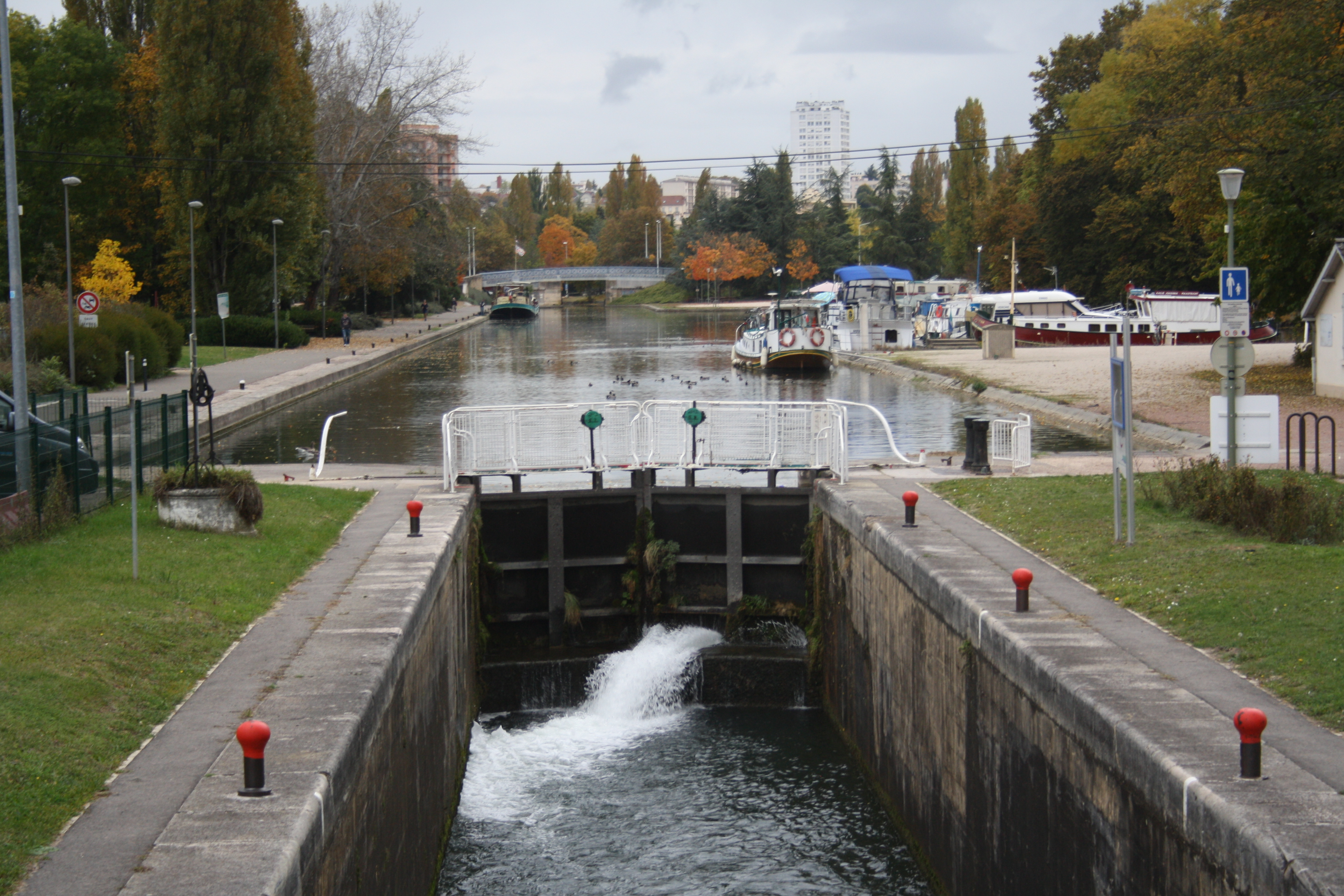
Zsilip Dijonnál

A folyamatos működést hat víztározó és számos különféle vízügyi építmény, műtárgy: zsilip, duzzasztógát, vízvezeték, vízkivételi hely, csatornahíd stb. szolgálja. Kiemelkedik közülük az említett Pouilly-en-Auxois-i alagút. Az útvonalon 189 zsilip épült: 76 a Saône felőli és 115 az Yonne felőli részen (az utóbbin két dupla zsilip is van). 
Mindegyik zsilipkamra hossza 39 méter, szélessége 5,20 méter.
A 20. század elején 154 híd vezetett át a csatornán, többségük a vízi út létrehozásakor épült. Az egykori fahidakat később kőből vagy fémből készült szerkezetekkel váltották fel. Sokat közülük a 20. század második felében át- vagy újjáépítettek, de igyekeztek megtartani az eredeti pilléreket. A jelenlegi hidak közül 79 zsiliphíd (zsilipnél épült híd), amelyek mindegyike régi eredetű. Különös megoldást jelentenek a csatornahidak. Négy csatornahíd teszi lehetővé, hogy a Burgundiai-csatorna az általa keresztezett folyó felett vezessen át. Leginkább figyelemreméltó a 108. számú zsilipnél, Saint-Florentin térségében az Armance-on (az Armançon mellékfolyóján) található híd, mérete, díszítése és mérnöki megoldása miatt.
A vízi út mentén különböző korabeli típustervek alapján zsilip- és őrházak sora épült. Egy 1860. évi irat 215 ilyen házat említ, melyeket a csatorna egyes szakaszaival egyidőben emeltek. Többségük napjainkban is áll – bár modernizálva és hozzáépítésekkel –, és továbbra is a csatorna közterületéhez tartozik.
Napjainkban a csatornának 43 kikötője, illetve „megállója” van. Ezek jelenleg is rendelkeznek 19. századi létesítményekkel, például rakpartokkal, szárazdokkokkal, őrházakkal. Az új kereskedelmi útvonal megnyitása után a régióban ipari fellendülés következett be, ami elsősorban a kőbányászathoz kapcsolódott. A kikötők alapvető szerepet játszottak a kereskedelemben, az áruszállításban és a nyersanyagok feldolgozásában. Egy 1860. évi jelentés 15 fontosabb kikötőt sorol fel, köztük a nagyobb városokban: Dijon, Montbard (Côte-d’Or megye), Tonnerre (Yonne megye), valamint az útvonal két végén (Migennes és Saint-Jean-de-Losne). A másodlagos kikötőket főként a helyi igények szerint: építőanyag (fa, kő), tűzifa, szén, mezőgazdasági termények (gabona, cukorrépa), bor szállítására használták. 
A 20. században a vízi út jelentősége egyre csökkent, mivel a korszerű közlekedési hálózat, a közúti és a vasúti szállítás gyorsan fejlődött. Ezzel egyidejűleg a kővel és feldolgozásával összefüggő iparágak, amelyek a csatornán a legelterjedtebbek, hanyatlásnak indultak. Miután a kereskedelmi hajózás az 1980-as években végleg megszűnt, a régi kikötők egy részét turisztikai létesítményekké alakították át, más részük medencéi jelenleg is üresen állnak.

## Építése

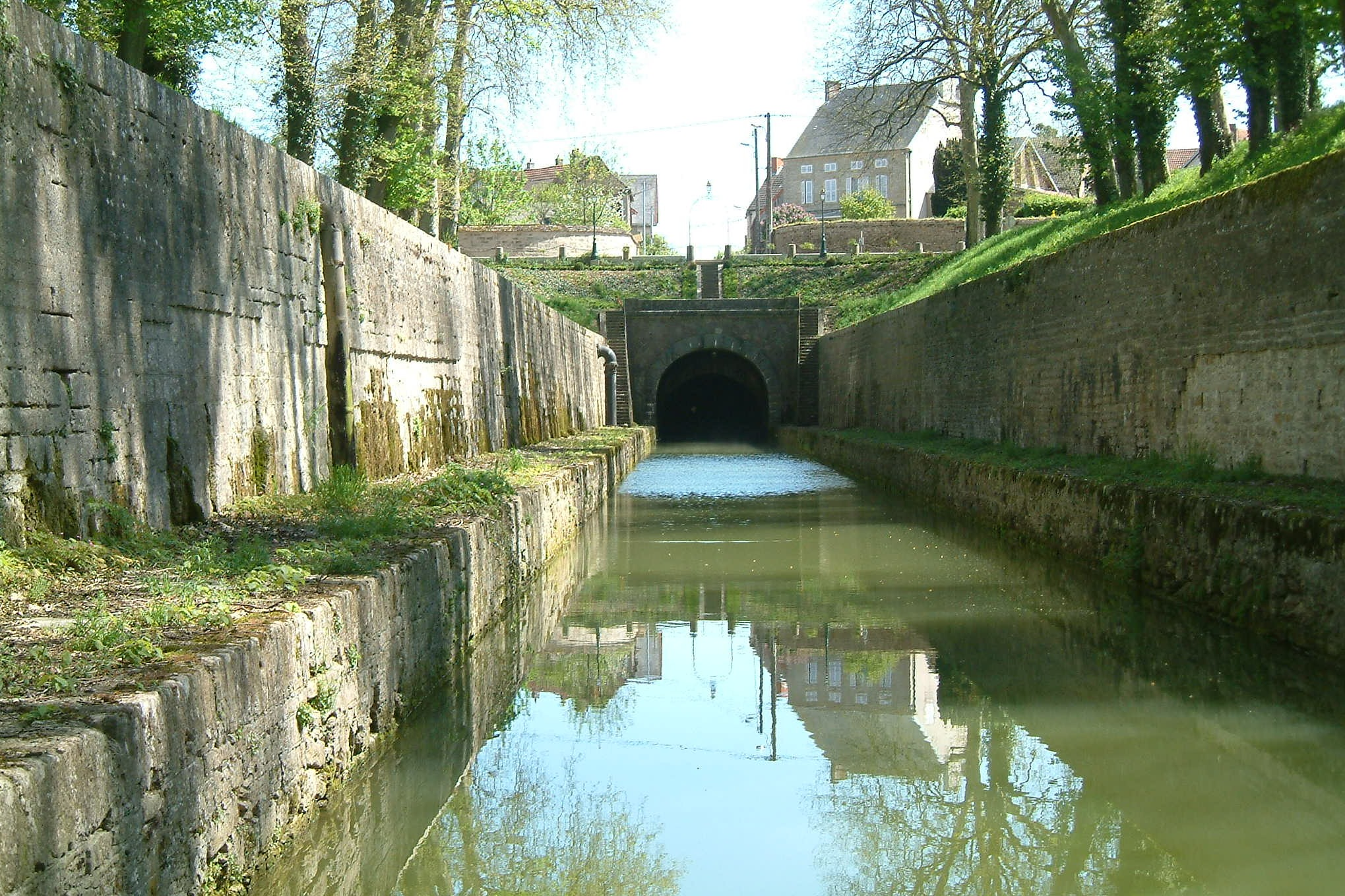
A csatornaalagút északi bejárata Pouilly-en-Auxois-nál

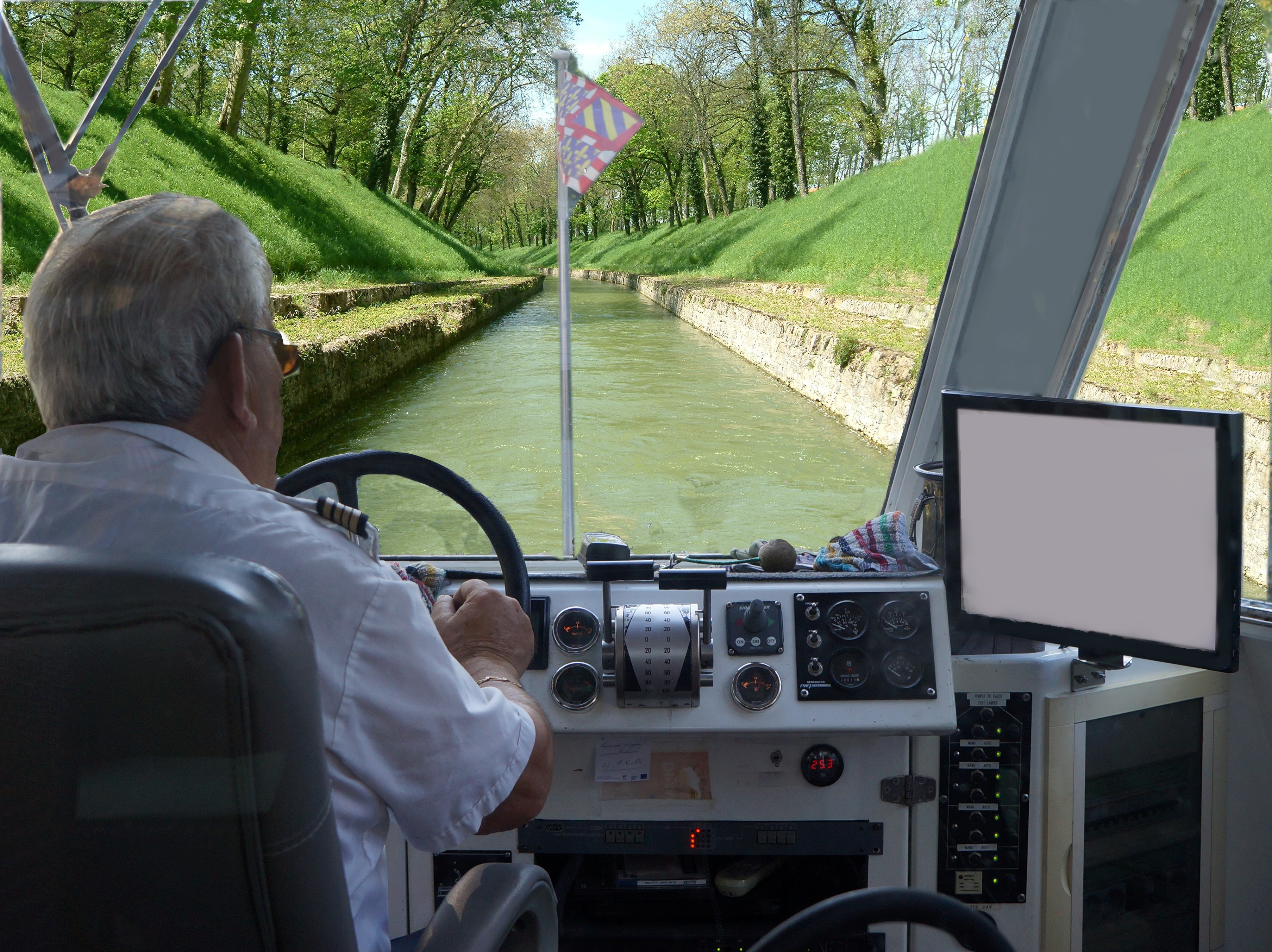
Hajó Maconge-nál (2016)

A csatorna építésének gondolata már a 17. század elején, IV. Henrik francia király idején felmerült, de a megvalósítás csak XVI. Lajos francia király korára maradt. A nyomvonal kijelölése és jóváhagyása hosszas szakmai viták és a különböző helyi érdekek ütközése miatt sok évig eltartott. Végül Joseph Abeille 1725 körül kidolgozott terve tűnt elfogadhatónak, de a finanszírozásról csak 1773-ban született döntés: eszerint az építkezés költségeit az Yonne felőli (északi) részen a francia királyi kincstár, a Saône felőli (déli) részen pedig a burgundiai állam fizeti.
1775-ben mindkét részen megkezdődött a munka. Joseph Abeille mérnök általános tanulmányai alapján a nyomvonal egyes szakaszaira vonatkozóan részletes tervek készültek. 1779-ben azonban a munkálatokkal felhagytak, mivel a kivitelezés problémái és a kiadások messze meghaladták az elképzeléseket. Csak a Dijon és Saint-Jean-de-Losne közötti déli, burgundiai szakasz építését folytatták (bár közbejöttek a francia forradalom eseményei) és azt 1808 végén adták át a forgalomnak.
A munkálatokat a már jelentősen módosított terv alapján kezdték újra: kidolgozták és elfogadták többek között a vízválasztón átvezető alagút és a vízellátás megoldására hivatott víztározók építésének terveit, az Armance fölé Saint-Florentinnél építendő csatornahíd tervét, a zsilipházak terveit stb. Nagyjából akkorra alakult ki az az elképzelés, amilyennek a csatorna – jelentős kiegészítések, átépítések és modernizáció után – napjainkban is látható. 
A vízi utat a munkálatok üteme szerint, szakaszonként nyitották meg. 1813-ban adták át a Dijon–Pont-de-Pany közötti szakaszt, 1822-ben az Yonne felőli Migennes–Tonnerre szakaszt. Az utolsó fázist, a vízválasztón átvezető Pouilly-en-Auxois-i alagút építését 1826-ban kezdték el és 1832 végére fejezték be. A csatornát teljes hosszában 1833. január 2-án adták át a forgalomnak. A vízpótlást és a vízszint szabályozását biztosító öt víztározó (Chazilly-, Cercey-, Grosbois-, Panthier- és a kisebb Tillot-tó) a megnyitás után, de még az 1830-as években készült el.
A hatodik mesterséges tó, a Pont-et-Massène-nál az Armancon felduzzasztásával létesített Lac de Pont a 19. század második felének nagyszabású projektje keretében létesült. 1879-ben lépett érvénybe ugyanis az úgynevezett Freycinet-szabvány, amely Charles de Freycinet mérnök, közmunkaügyi miniszter, későbbi miniszterelnök nevéhez fűződik. Ez többek között meghatározta a folyami áruszállító bárkák (ún. péniche-ek) és evvel összhangban a zsilipkamrák pontos méretét. A Burgundiai-csatorna műtárgyait is ehhez kellett „igazítani”. 1878 és 1882 között végezték el a zsilipkamrák meghosszabbítását és a hidak magasabbra emelését. Ekkor épült a Lac de Pont víztározó is, melyet 1883-ban töltöttek fel. A 20. század végén a gátat és a tározót teljesen felújították.